# Joël Séria
Pour les articles homonymes, voir Seria (homonymie) et Lichtlé.
Joël Lichtlé, dit Joël Séria, né le 13 avril 1936 à Angers (Maine-et-Loire), est un scénariste, réalisateur, acteur et romancier français.

## Biographie
Le premier long-métrage de Joël Séria, Mais ne nous délivrez pas du mal avec Jeanne Goupil et Catherine Wagener, sort en salles en 1970 : bien qu'interdit à sa sortie, il a fini par acquérir un statut de film-culte,.
Son film le plus célèbre, Les Galettes de Pont-Aven qui met en scène dans « la cité des peintres » des personnages hauts en couleur incarnés par Jean-Pierre Marielle, Bernard Fresson, Andréa Ferréol et Dominique Lavanant, a quelque peu éclipsé le reste de son œuvre auprès du grand public.
Il réalise en 1981 une adaptation de la série policière San-Antonio intitulée San-Antonio ne pense qu'à ça où Philippe Gasté tient le rôle principal.
Depuis la fin des années 1980, il travaille pour la télévision, signant notamment la réalisation de plusieurs épisodes de la série Nestor Burma et trois épisodes pour la Série noire.
En 1987, il réunit Jean-Pierre Marielle (dont c'est la quatrième interprétation pour Séria) et Jean Carmet dans Les Deux Crocodiles, un road-movie tourné entre Saumur et Quimper.
En 2014, il a été filmé pour l'anthologie cinématographique Cinématon de Gérard Courant. Il est le numéro 2825 de la collection.

### Reconnaissance
En 2018, une rétrospective lui est consacrée à la Cinémathèque française.

### Vie privée
Il a eu trois enfants dont deux avec la comédienne Jeanne Goupil : Vincent Lichtlé (1960-1998), Prune Lichtlé (actrice), et Ulysse.

### Engagement
En décembre 2023, il est signataire de la tribune controversée N'effacez pas Gérard Depardieu visant notamment à défendre la présomption d'innocence de Gérard Depardieu, alors accusé de viol, agression sexuelle et harcèlement sexuel.

## Filmographie

### Cinéma

#### Comme réalisateur
- 1969 : Shadow (court métrage)
- 1970 : Mais ne nous délivrez pas du mal
- 1973 : Charlie et ses deux nénettes
- 1975 : Les Galettes de Pont-Aven
- 1976 : Marie-poupée
- 1977 : … Comme la lune
- 1981 : San-Antonio ne pense qu'à ça
- 1987 : Les Deux Crocodiles
- 2010 : Mumu

#### Comme acteur
- 1960 : Les Frangines de Jean Gourguet
- 1962 : Le Dernier Quart d'heure
- 2018 : I Feel Good de Benoît Delépine et Gustave Kervern

### Télévision

#### Comme réalisateur
- 1985 : Série noire : Pour venger pépère
- 1987 : Série noire : Le Salon du prêt-à-saigner
- 1988 : Super Polar : Gueule d'arnaque
- 1989 : Steffie ou la vie à mi-temps (téléfilm de la série Cinéma 16)
- 1991 : Nestor Burma : Des kilomètres de linceuls
- 1992 : Nestor Burma : Burma court la poupée
- 1994 : Le Raisin d'or (téléfilm autonome)
- 1994 : Nestor Burma : Le cinquième procédé
- 1995 : Le JAP, épisode 7 : Une petite fille
- 1995 : Maxime et Wanda : L'homme qui n'en savait pas assez
- 1996 : Nestor Burma : Drôle d'épreuve pour Nestor Nurma
- 1997 : Chaudemanche père et fils (téléfilm autonome)
- 1998 : Léopold (téléfilm autonome)

#### Comme acteur
- 1962 : L'inspecteur Leclerc enquête de Yannick Andreï, épisode : Les gangsters
- 1963 : La Route série télévisée de Pierre Cardinal
- 1965 : Thierry la Fronde, épisode : La route de Calais
- 2006 : Jean Gourguet, artisan du mélodrame et du film polisson, documentaire de Christophe Bier : lui-même (témoignage)
- 2011 : Il n'est jamais trop tard, documentaire de Jérémy Kaplan : lui-même (témoignage)
- 2014 : Cinématon #2825 de Gérard Courant : lui-même.

## Théâtre
- 1958 : Procès à Jésus de Diego Fabbri, mise en scène Marcelle Tassencourt, Théâtre Hébertot, Théâtre des Célestins (acteur)

## Publications
- Sombres fantômes, Le Cherche Midi, 1997
- L'Œil de Venus, Le Cercle, 2000
- Que viva cinéma !, éditions Léo Scheer, 2008
- Venice Beach California, éditions Léo Scheer, 2011
- L'Hôtel des amours faciles, éditions La Thébaïde, 2019